# Johann Rüth
Johann Rüth (Horhausen, 8 settembre 1899 – Mechernich, 17 febbraio 1978) è stato un vescovo cattolico tedesco.

## Biografia
Monsignor Johann Rüth nacque a Horhausen, in Germania, l'8 settembre 1899 ed era il primo di otto figli. Venne battezzato con il nome di Heinrich.

### Formazione e ministero sacerdotale
Ricevette la sua prima educazione alla scuola elementare di Horhausen e successivamente alla scuola "Damianeum" di Simpelveld, nei Paesi Bassi.
Dopo aver servito brevemente come soldato verso la fine della prima guerra mondiale, si unì alla Congregazione dei Sacri Cuori. Studiò filosofia e teologia a Simpelveld e Arnstein.
Il 6 luglio 1924 fu ordinato presbitero. Successivamente insegnò storia della Chiesa a Simpelveld, scrivendo regolarmente articoli sulla storia della Chiesa in Norvegia e sul culto di San Giuseppe. Svolse il servizio pastorale nelle parrocchie della regione di Aquisgrana. Un piccolo aneddoto di quei primi anni, che a volte egli stesso ricordava, era in allusione alla sua piccola statura e alla sua giovanissima età. A Merkstein, vicino ad Aquisgrana, dove tenne il suo primo sermone, ci fu un ragazzo che, appena tornato a casa, riferì a sua madre: "Mamma, il sermone oggi è stato tenuto dal chierichetto!".
Rinomato oratore e famoso predicatore missionario, i suoi sermoni erano sempre chiari, ben pensati, vividi e realistici. I suoi ascoltatori li capivano immediatamente e ci mettevano dentro il suo pensiero. Fu redattore e corrispondente della rivista "Apostoli del Sacro Cuore".

### Ministero episcopale
Il 4 febbraio 1953 papa Pio XII lo nominò vicario apostolico della Norvegia Centrale e vescovo titolare di Amudarsa. Ricevette l'ordinazione episcopale il 12 aprile successivo dal vicario apostolico di Oslo Jacques Mangers, co-consacranti il vicario apostolico coadiutore di Stoccolma Knut Ansgar Nelson e il vicario apostolico della Danimarca Johannes Theodor Suhr.
Durante il suo episcopato, curò la costruzione di una nuova chiesa e residenza episcopale a Trondheim che inaugurò nel settembre del 1973, in occasione del centenario della comunità cattolica a Trondheim, alla presenza dei vescovi della Conferenza episcopale della Scandinavia.
Partecipò al Concilio Vaticano II.
Il 25 marzo 1974 papa Paolo VI accettò la sua rinuncia al governo pastorale del vicariato per raggiunti limiti di età. Prevedendo di tornare nella sua natia Germania, il cardinale Joseph Höffner gli offrì un appartamento nel seminario di Colonia, che accettò con gratitudine. Nel gennaio del 1978 fu ricoverato in una casa di cura a Effelsberg. Poco dopo fu trasferito nel vicino ospedale distrettuale di Mechernich, a causa di complicazioni da polmonite. Morì il 17 febbraio 1978 all'età di 78 anni per insufficienza cardiaca acuta. È sepolto nel cimitero del convento e scuola missionaria "Damianeum" di Simpelveld, dove aveva studiato da ragazzo.

## Genealogia episcopale
La genealogia episcopale è:
- Cardinale Scipione Rebiba
- Cardinale Giulio Antonio Santori
- Cardinale Girolamo Bernerio, O.P.
- Arcivescovo Galeazzo Sanvitale
- Cardinale Ludovico Ludovisi
- Cardinale Luigi Caetani
- Cardinale Ulderico Carpegna
- Cardinale Paluzzo Paluzzi Altieri degli Albertoni
- Papa Benedetto XIII
- Papa Benedetto XIV
- Papa Clemente XIII
- Cardinale Marcantonio Colonna
- Cardinale Giacinto Sigismondo Gerdil, B.
- Cardinale Giulio Maria della Somaglia
- Cardinale Carlo Odescalchi, S.I.
- Cardinale Costantino Patrizi Naro
- Cardinale Lucido Maria Parocchi
- Papa Pio X
- Papa Benedetto XV
- Arcivescovo Sebastiano Nicotra
- Vescovo Pierre Nommesch
- Vescovo Jacques Mangers, S.M.
- Vescovo Johann Rüth, SS.CC.